# グリーンランドの歴史

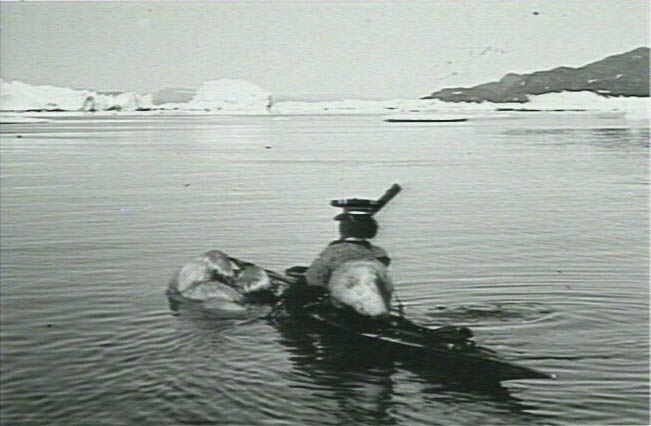
カヤックを操る狩人 白熊を探している（1904年）

グリーンランドの歴史（グリーンランドのれきし）は、10世紀に始まると言ってよい。この頃に、アイスランドのヴァイキングがグリーンランドを発見・移住したためである。これ以前にも先住民族の居住があったとは思われている。ヴァイキングも島の南西岸に定住を行ったが、16世紀までにそれらの定住地は消滅した。18世紀にはキリスト教布教などを目的にヨーロッパ人による再上陸が行われ、デンマーク＝ノルウェー連合王国領となった。その後、デンマーク領となったが、第二次世界大戦中にデンマーク本国がナチスに占領されたことに伴い、アメリカ合衆国に保護された。そのため、独自性が強まり、戦争後にデンマークに主権が返還された後、1953年に植民地から海外郡に昇格、1979年以降は自治領となっている。1985年にはデンマーク領でありながら、欧州共同体から離脱している。

## 前史
10世紀以前にもグリーンランドに居住者は存在していた。北米大陸本土から何度か上陸が行われ、それぞれ数世紀の間、居住が行われていたことが考古学的資料から判明している。
- サカク文化(Saqqaq)：2500 - 800 BC （グリーンランド南部）
- インディペンデンスI文化：2400 - 1300 BC（グリーンランド北部）
- インディペンデンスII文化：800 - 1 BC（グリーンランド最北部）
- 前期ドーセット または ドーセット I 文化： 500 BC - AD 200（グリーンランド南部）

前期ドーセット文化以降は、グリーンランドは無人であったと思われている。

## ヴァイキングの定住

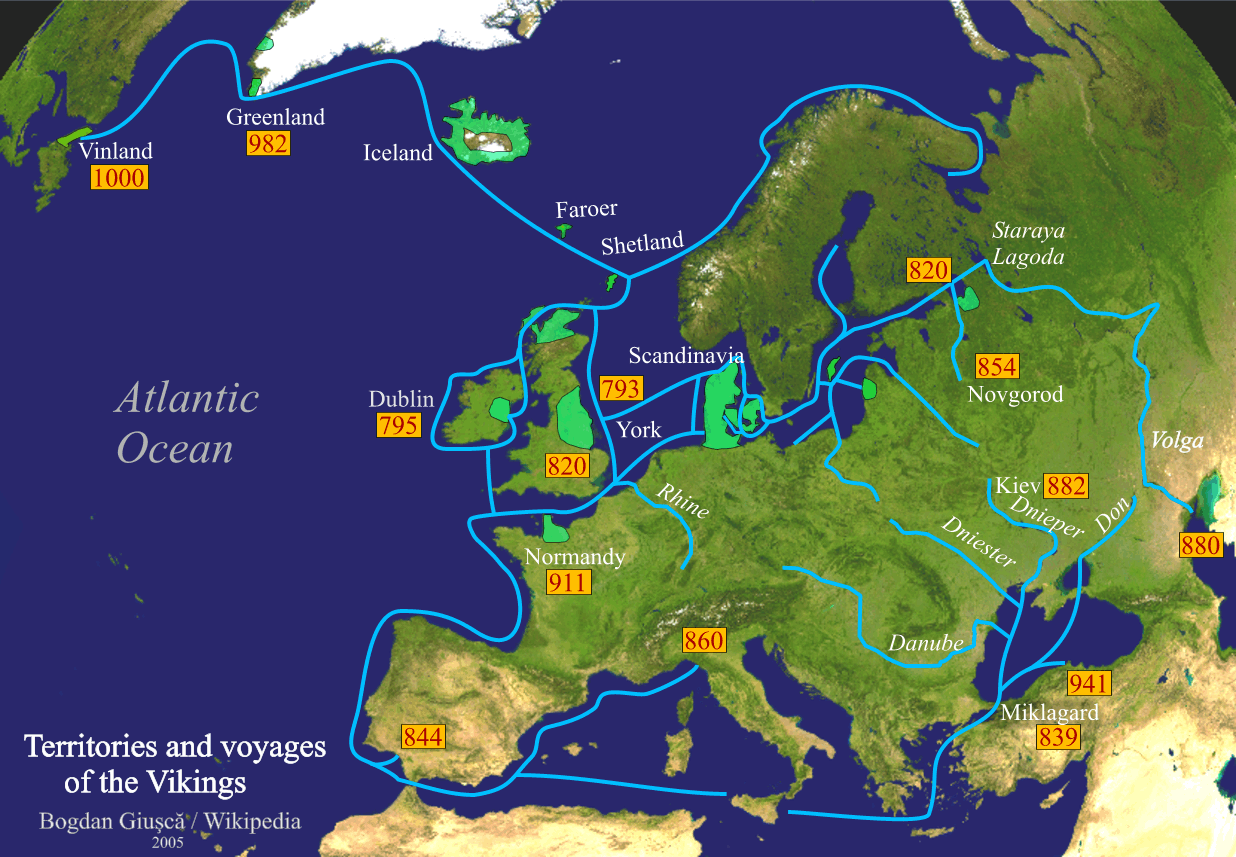
領域を広げるヴァイキング 982年にグリーンランドに到達した

西暦980年代にアイスランドのヴァイキングは、欧州人として初めてグリーンランドを発見した。これは「赤毛のエイリーク」と呼ばれる人物によるものである。エイリークは殺人により追放されるが、追放の最中にグリーンランドを発見する。グリーンランドの名称は、エイリークが付けたものであり、この名称の由来には二説ある。一つは、中世の温暖な気候により、グリーンランド南部に植生が見られたというもの、もう一つは植民を促すために誇大宣伝として付けられたというものである。
エイリークは、アイスランドに帰還後、グリーンランドへ植民する仲間を募った。伝承では985年に25隻の船で出発し、14隻が辿りついたとされている。エイリークらはグリーンランド南西岸、現在の Qassiarsuk 付近に最初の定住地を作っている。また、伝承では西暦1000年にエイリークの息子のレイフ・エリクソンが、ここより出発しヴィンランド（現在のニューファンドランド島）を発見している。なお、この定住地は発掘が行われており、その遺物の放射性炭素年代測定により西暦1000年頃に居住が行われていたことは確かめられている。
この定住地は、東西二ヶ所に分かれ、ピーク時にはそれぞれ千人規模となり、合わせて3千人から5千人が居住していた。13世紀頃にはヨーロッパとセイウチの牙、羊、アザラシ、乾燥タラなどの輸出を行っている。ヨーロッパ（ノルウェーやアイスランド）からは、船舶の建造に必要な木材や鉄製品の輸入を行っていた。アイスランドからの交易船は毎年運航され、時にはグリーンランドで越冬することもあった。住民の信教は、キリスト教信仰が行われており、少なくとも5つの教会跡が確認されている。
1261年にグリーンランドの住民は、ノルウェー王国に忠誠を誓うこととなったが、基本的には自治が行われていた。ただし、1380年にはノルウェー王国がデンマーク王国の支配下に入っている。
ヴァイキングの定住地は、14世紀頃から衰退し始め、15世紀後半には消滅したものと考えられている。この衰退の原因には諸説あり、気候の寒冷化（小氷期）による航海の難易度の上昇、ノルウェー船による交易独占に伴う交易の衰退、欧州における象牙の流通に伴うセイウチの牙の価値の減少などがあげられている。

## 後期ドーセット文化およびチューレ文化
後期ドーセット文化は、現在のカナダ北東部を中心に繁栄しており、10世紀頃にはグリーンランド北西部に居住していた可能性が取りざたされている。しかし、この文化も1300年頃までに消滅している。1200年頃からはチューレ文化が西方から広まってきたことが判明している。チューレ文化は狩猟を中心とした文化であり、極地での生活によく適応していた。チューレ文化は後期ドーセット文化よりもやや南方に分布し、島の最北部には居住しなかったが、島の西部・東部の広い範囲に居住した。このチューレ文化の民族は現在のイヌイットの祖先と考えられている。チューレ文化とヴァイキングとの関係は不明な点が多く、広範な議論の対象となっている。
ヴァイキングたちは無人だったアイスランドとは違い、グリーンランドでは先住民たちと交渉する機会があった。チューレ文化の人々は南下の末、12世紀にはヴァイキングたちに遭遇したと考えられる。二つの文化が交わった痕跡は限られている。ノース人（ヴァイキング）たちの残した文献により、彼らは異民族を「スクレリング」と呼んでいたことが分かっている。また、『Icelandic Annals』はノース人とスクレリングとの接触が描かれた数少ない資料である。これによれば、スクレリングの側に敵意が生じ、18人のノース人が殺され2人の少年が連れ去られたという。考古学的調査ではイヌイットとノース人の交易らしき跡が見られるが、イヌイットの遺跡には多数のノース人の産物が見られるのに対し、ノース人の入植地跡にはイヌイットの産物がめったに見られない。これはノース人がイヌイットに全く関心を示さなかったためか、もしくはイヌイットがノース人の居住地を乗っ取ったものと考えられている。

## デンマークによる植民

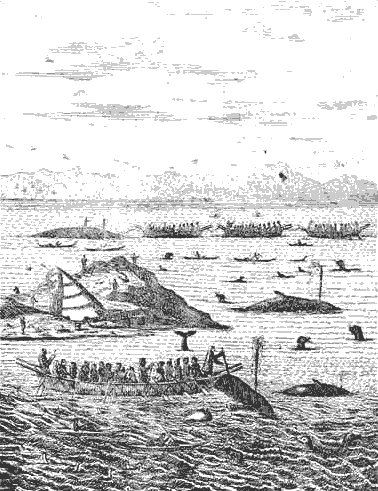
18世紀の捕鯨の様子

1536年にノルウェーがデンマークの完全な従属下に置かれると、グリーンランドはデンマーク領となった。17世紀にはイギリス、オランダ、ドイツの捕鯨船がグリーンランド近海に出漁したが、定住地をつくるまでには至らなかった。1721年にノルウェーの宣教師に率いられた一団がグリーンランドに上陸した。この一団の目的は、グリーンランドにおける欧州人の居住の確認および布教にあった。商人も含まれていたこの一団によって、欧州人によるグリーンランドの再定住化が行われた。この植民地はゴットホープ（現在のヌーク）と呼ばれグリーンランドの南西岸に建設された。また、イヌイットと交易を行い、イヌイットの一部へのキリスト教布教に成功している。1774年にデンマーク王政府による王立グリーンランド貿易会社が設立された。この会社は、グリーンランドの行政も任されていたが、統治はなおざりで交易が中心であった。そのために20世紀初頭の領有権問題を引き起こすこととなった。
19世紀初頭、デンマークはナポレオン戦争の結果、敗戦国となり、1814年にノルウェーがデンマークから分離するが、グリーンランドはデンマーク領として残された。
19世紀以降になると、探険家や科学者がグリーンランドを訪れるようになった。グリーンランド生まれの探検家クヌート・ラスムッセンは犬ぞりで探検を行い、地理的な発見や民俗資料の収集を行っている。このほか、交易も盛んであり、グリーンランドのデンマーク植民地は栄えていた。なお、デンマーク法の適用は、デンマーク人植民者に限られていた。なお、19世紀までの定住地の北限は北緯81度あたりまでであったが、19世紀中に島の最北部へイヌイットが定住を始めている。植民地としてのデンマーク人のグリーンランド全島支配が及ぶのは、20世紀前半、1917年以降であった。
グリーンランド最初の議会は1862年から1863年にかけて開催されているが、これは島全体のものではなかった。1911年に、島にランドスティング（議会）が導入されたが、南部と北部に分かれ、この二つのランドスティングの統合は1951年まで成されなかった。なお、政治決定の大部分はデンマーク本土で行われ、グリーンランドにはほとんど決定権がなかった。19世紀の終り頃のグリーンランドは捕鯨が主な産業であった。

## 20世紀前半
1931年にノルウェー人の捕鯨業者がグリーンランド東海岸の無人地帯に上陸・占領し、ノルウェーが無主地先占の法理に基づいて占領地（エイリーク・ラウデス・ランド）の併合を宣言するという事件がおきた。これは、1933年に常設国際司法裁判所の裁定により、ノルウェーの主張が認められず、グリーンランド全島においてデンマークの主権があることが確認された。また、アメリカとスウェーデンも領有権を主張したが認められなかった。

第二次世界大戦中の1940年にデンマーク本土がナチスに占領されると、グリーンランドの立場は微妙なものとなった。1941年4月9日にデンマーク駐米大使の独断により、グリーンランドはアメリカの保護下に置かれ、アメリカ軍が駐留する協定が結ばれた。駐米大使のヘンリック・カウフマンが本国の指示に反して行ったものであった。4月12日にアメリカ軍は島に上陸し、各地に軍事基地を設営した。戦争中においては、デンマーク政府の支配が及ばないが、必需品は北米より供給され、氷晶石の輸出などが好調であったことから、グリーンランドの状態は良好であった。
冷戦期においては、北極を経由し、北米からソ連本土へ最も近い位置にあるということで、軍事上の要地となり、チューレ空軍基地の建設などが行われた。

## 20世紀後半以降

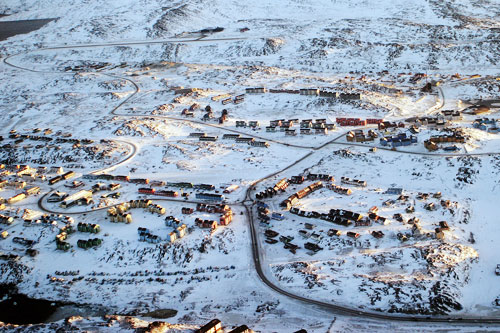
グリーンランドの都市ヌーク 自治政府が置かれている。

1953年にグリーンランドはデンマークの植民地から海外郡に昇格し、デンマーク国会へ代表を送り込めるようになった。デンマーク政府も教育・福祉の充実に力を入れるようになり、そのために町での集住が図られることとなった。町への移住の結果、漁師の失業などが発生し、この失業問題は長くグリーンランドをわずらわせた。
デンマーク本国が欧州共同体への関与を深めていくと、その経済・関税政策は、グリーンランド住民の不満を高めることとなった。グリーンランドは、ヨーロッパではなくアメリカ・カナダとの貿易が多く、経済的利点を有さなかったためである。1973年にデンマークでは、EC加盟への国民投票が行われ、EC加盟を果たしているが、グリーンランドでは反対票が多かった。このため、グリーンランドでは自治権獲得運動が盛んになった。その結果、1978年に自治権を獲得し、1979年よりそれが発効した。一部の国際関係も自治政府の管轄にあり、1982年にはEC脱退を議決し、1985年に脱退している。また、同年にグリーンランド自治政府は地名をデンマーク語からイヌイット語に変更を行い、グリーンランドの旗の制定も行っている。独立運動の動きはあり、これまでは経済事情もあって強い動きとはなっていなかったが、イヌイット友愛党の元で独立運動は盛んとなって来ている。